# P. O. Sika
P. O. Sika, de son nom complet mais moins utilisé Philemon Opong Sika, (né en 1966 à Accra, Ghana) est un artiste-peintre du Ghana qui a participé à des expositions internationales et est entré au musée national du Ghana.
Selon le site African Art Products (AAP), "Il a obtenu le prix national du 12e concours mondial pour la jeunesse et les étudiants d’art du Ghana en 1985, et a participé au festival des arts de Moscou". Il a exposé ses œuvres au Ghana et à l'étranger. Le site AAP ajoute que "Le musée national du Ghana a d’ailleurs fait l’acquisition de son œuvre intitulée "l’Appel de Sankofa »"[source insuffisante].